# 約翰遜萊恩 (內華達州)
約翰遜萊恩（英語：Johnson Lane）是位於美國內華達州道格拉斯縣的普查規定居民點。

## 人口
根據2020年美國人口普查的數據，約翰遜萊恩的面積為56.67平方千米，當中陸地面積為56.65平方千米，而水域面積為0.02平方千米。當地共有人口6409人，而人口密度為每平方千米113.09人。